# سیارک ۱۴۱۰۴
سیارک ۱۴۱۰۴ (به انگلیسی: 14104 Delpino، نامگذاری:1997TV) چهارده هزار و صد و چهارمین سیارک کشف شده‌است که در ۲ اکتبر ۱۹۹۷ کشف شد.